# پاشلک آب‌نورد نوک‌کوتاه
پاشلک آب‌نورد نوک‌کوتاه (نام علمی: Limnodromus griseus) نام یک گونه از تیره آبچلیک است.